# 2012年夏季奧林匹克運動會巴林代表團
2012年夏季奥林匹克运动会巴林代表团參加2012年7月27日至8月12日在英國倫敦舉行的2012年夏季奧林匹克運動會。埃塞俄比亚出生的巴林籍田径选手，瑪麗·尤索夫·賈馬爾，在女子1500米中长跑项目中获得季军，为巴林王国夺得了奥运会史上的第一枚奖牌。